# Zastava Madagaskara
Zastava Madagaskara je usvojena 14. listopada 1958., dvije godine prije stjecanja neovisnosti, dok se Madagaskar pripremao za referendum o svom statusu u Francuskoj zajednici.

## Opis
Boje zastave predstavljaju povijest Madagaskara, žudnju za neovisnošću, te tradicionalne klase. Crvena i bijela su bile boje kraljevstva Merina, koje je podleglo pod Francuzima 1896. One su bile boje na zastavi zadnjeg Merina monarha, kraljice Ranavalone III. One također mogu ukazivati na podrijetlo malagaškog naroda iz jugoistočne Azije, a koriste se i na zastavi Indonezije. Zelena je bila boja Hova, naroda koji je doprinio u anti-francuskoj agitaciji i pokretu za neovisnost.